# Rio Aktash

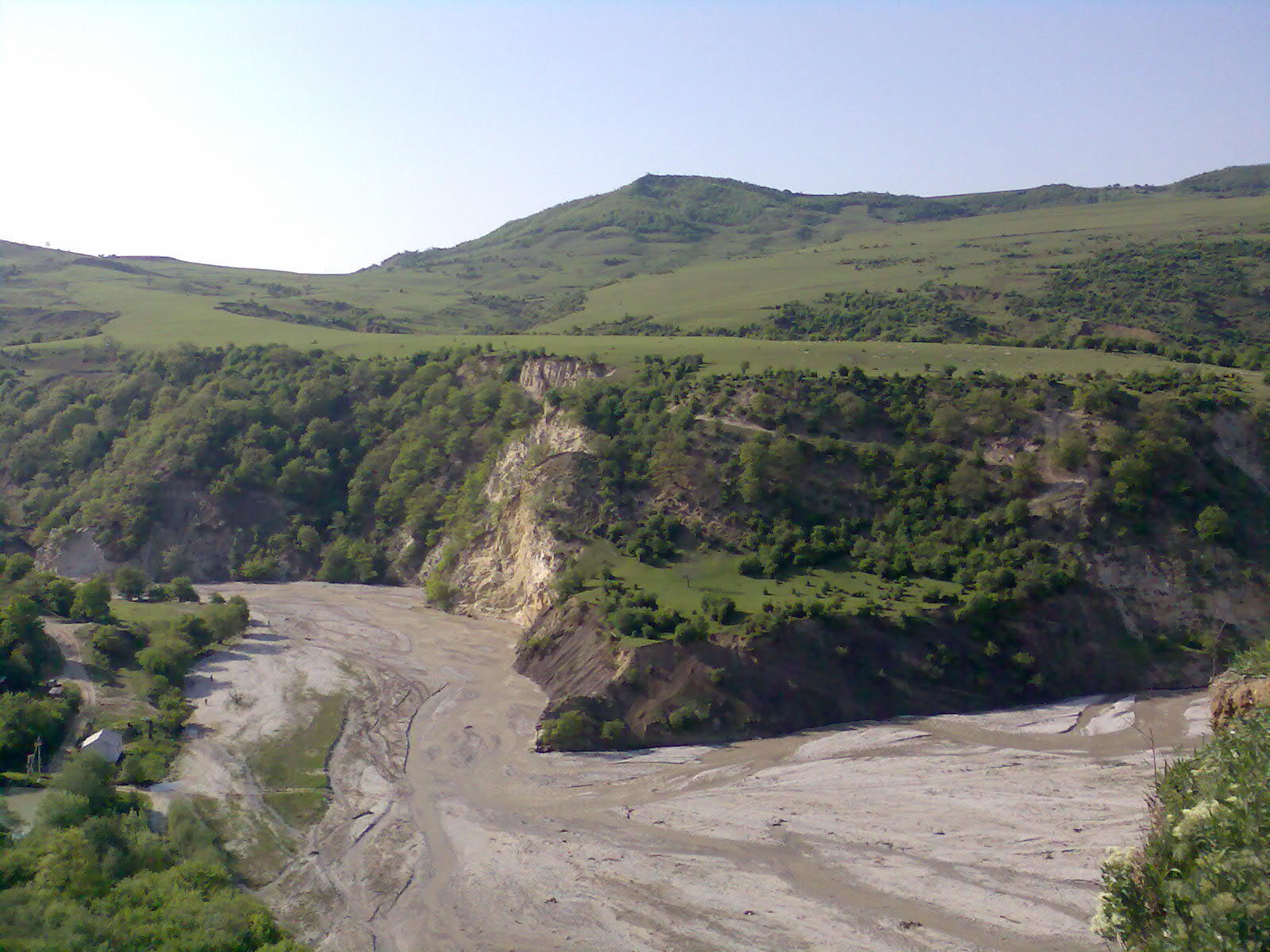
Rio Aktash

O rio Aktash (em russo:  Акташ) é um rio nos distritos de Kasbek e Khasavyurt da República do Daguestão, na Rússia caucasiana. Tem 156 quilômetros (97 mi) de comprimento, com largura variando de 1,5 metros (5 ft) a 160 metros (520 pé). Tem uma inclinação total de 14%. A sua bacia é de 3 390 quilômetro quadrados (1 300 sq mi).